# Masatoshi Ichikawa
Masatoshi Ichikawa (japanisch 市川 雅 Masatoshi Ichikawa; * 11. Januar 1961 in Tokio) ist ein ehemaliger japanischer Radrennfahrer.

## Sportliche Laufbahn
Ichikawa war Straßenradsportler. Er war der erste japanische Radprofi, der in einem europäischen Radsportteam engagiert wurde. 1987 wurde er Mitglied im Team von Hitachi und blieb bis 1997 als Radprofi aktiv. Er war auch der erste Japaner, der in einer der Grand Tours startete. Alle seine Siege fuhr er in der Schweiz und in Liechtenstein heraus. 1989 war er in der Schellenberg-Rundfahrt vor Jan Koba und im Bergrennen von Sierre (vor Fabian Fuchs) erfolgreich. 1992 gewann er das Bergrennen erneut.
Bis 1993 gewann er einige weitere Eintagesrennen in der Schweiz. Zweimal fuhr er den Giro d’Italia. 1990 wurde er 50. der Gesamtwertung, 1993 schied er aus. In der Toskana-Rundfahrt 1992 konnte er den 6. Platz belegen.
Sowohl als Amateur als auch als Berufsfahrer startete er mehrfach bei den UCI-Straßen-Weltmeisterschaften im Einzelrennen.